# Alpheus P. Hodges
Alpheus P. Hodges (ur. 1822, zm.1858) – pierwszy burmistrz Los Angeles (amerykańskie prawa miejskie Los Angeles uzyskało w 1850 roku, w latach 1848–1850 funkcję tę sprawował Stephen Clark Foster). Lekarz, podczas sprawowania funkcji był także miejskim koronerem (Los Angeles podówczas liczyło 1610 mieszkańców).
Alpheus urodził się w 1821 roku i pochodził z Richmond w stanie Wirginia. W 1844 roku ukończył jedną z pierwszych klas Medical College of Virginia, obecnie część Virginia Commonwealth University w Richmond, VA. Jego nazwisko widnieje w rejestrze absolwentów z 1844 roku jako A.P. Hodges. 3 kwietnia 1849 r. opuścił Richmond na pokładzie statku Madison Mining and Trading Company, Glenmore, pod dowództwem kapitana W.P. Poythressa, i udał się do San Francisco. 
W tym czasie populacja miasta wynosiła zaledwie 1610 osób. Został burmistrzem nowego miasta w wieku 28 lat. Funkcję burmistrza pełnił tylko przez rok, tyle trwała wówczas kadencja. Później wrócił do Wirginii i zmarł w Aleksandrii w domu swojego ojca 29 lipca 1858 roku. Miał 36 lat i dziesięć miesięcy.
https://www.ancestry.co.uk/boards/surnames.hodges/3365